# Prokop Lažanský z Bukové (1741–1804)
Prokop Oldřich hrabě Lažanský z Bukové (14. září 1741 Struhaře – 5. srpna 1804 Praha) byl český šlechtic, politik a právník ze starobylého rodu Lažanských z Bukové. V zemské správě Českého království dosáhl vysokých funkcí, byl nejvyšším purkrabím a nejvyšším kancléřem. Majetek rodu rozšířil o řadu dalších statků a zajistil vysoké postavení Lažanským až do 20. století. Pro odlišení od svých potomků stejného jména v několika generacích bývá v literatuře označován jako Prokop I. Lažanský. Prvním sňatkem se spříznil s vlivnou rodinou Kolovratů, jeho druhá manželka Marie Ulrika, rozená von Falkenhayn (1765–1852) jako vdova zastávala vysoké funkce u dvora, nakonec byla dlouholetou nejvyšší hofmistryní císařovny Karolíny Augusty.

## Kariéra

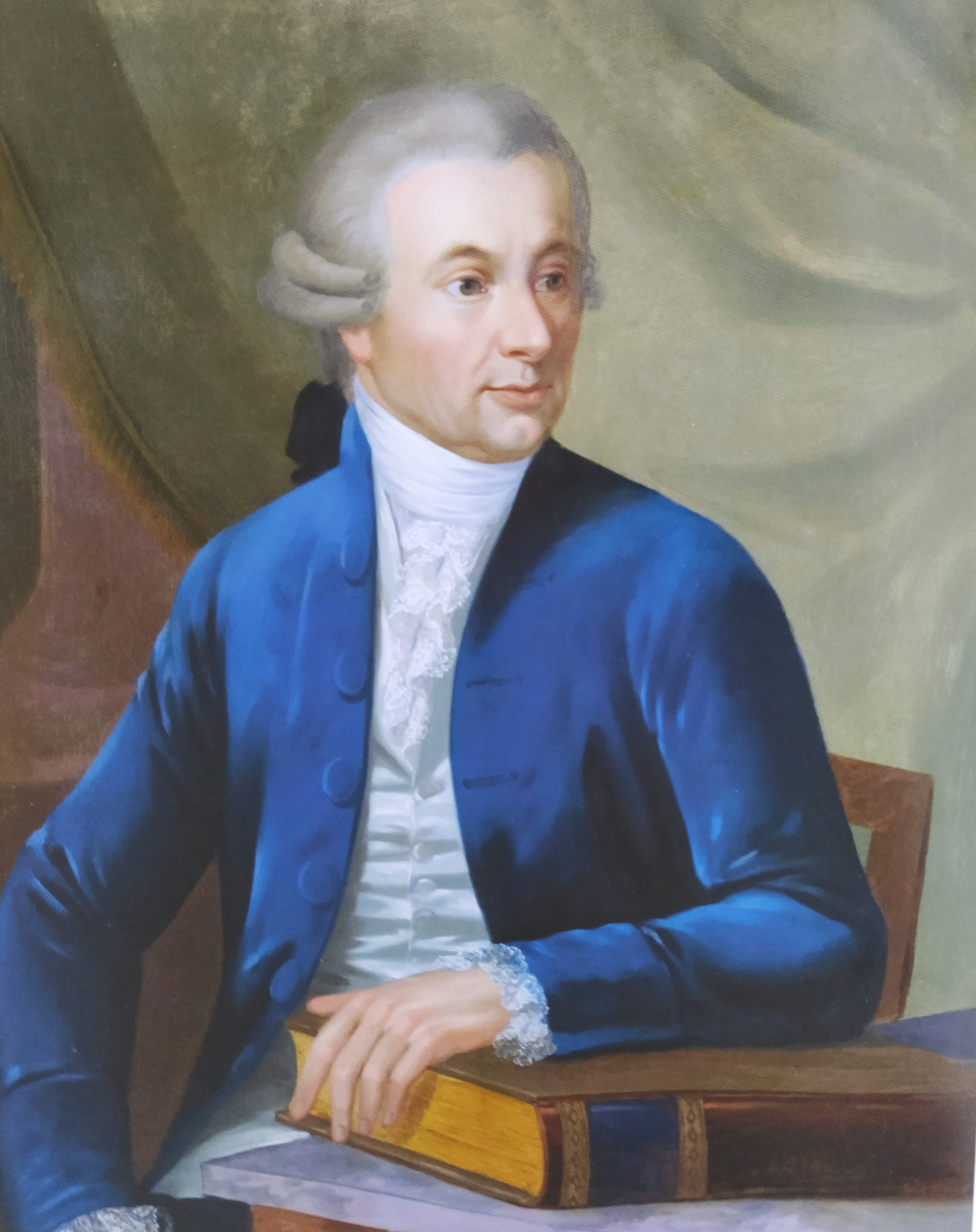
Hrabě Prokop I. Lažanský, portrét z roku 1840 na základě předlohy z konce 19. století (autor neznámý, Národní muzeum Praha)

Narodil se na zámku Struhaře, který jen zřídka plnil úlohu rodinného venkovského sídla na rabštejnském panství. Byl synem plzeňského krajského hejtmana hraběte Maxmiliána Václava Lažanského z Bukové (1710–1776) a jeho manželky Terezie, rozené hraběnky z Lisova (1711–1785).
Po studiích ve Vídni na Tereziánské akademii a Savojské rytířské akademii získal titul doktora práv (1760) a téhož roku se stal nadpočetným radou apelačního soudu. Později se angažoval v krajské správě, byl hejtmanem Berounského kraje (1765–1769) a Rakovnického kraje. V letech 1772–1779 byl přísedícím zemského soudu a v roce 1780 byl jmenován prezidentem apelačního soudu v Haliči (1780–1784). Pak se vrátil do Prahy, kde byl viceprezidentem zemského gubernia, souběžně zastával funkce nejvyššího dvorského sudího (1784–1789) a nejvyššího zemského sudího (1789–1792).
V letech 1792–1794 byl jako prezident českého gubernia a nejvyšší purkrabí hlavním představitelem Českého království. Poté byl povolán do Vídně do funkce ředitele státní účtárny (1794) a měl mimo jiné na starost financování císařské armády v době válek s revoluční Francií. Následně zastával funkci nejvyššího kancléře (1796–1802), nakonec zastával post prezidenta Nejvyššího soudního úřadu ve Vídni (1802–1804).
Celoživotně se hrdě hlásil k českému původu, v rodině se tradičně mluvilo česky. Patřil také k osobnostem osvícenství a byl i svobodným zednářem. Jako státní úředník a stoupenec vídeňské politiky prosazoval myšlenky josefinismu a ačkoliv sám patřil ke staré domácí šlechtě, byl často kritizován pro nízkou loajalitu k českým stavovským zájmům. V nejvyšších funkcích mimo jiné prosazoval vyšší daňové zatížení šlechty a na zemském sněmu měl řadu vlivných oponentů (Jan Nepomuk Buquoy).
Od roku 1789 byl prezidentem C. k. vlastenecko-hospodářské společnosti, pro kterou vypracoval dle nových statut Grundsätze nach welchen dir ö. p. Gesellschaft bestehen und geleitet werden soll. V letech 1789–1794 byl prezidentem Královské české společnosti nauk, z této funkce sice odstoupil kvůli vytížení ve státní správě, ale do smrti zůstal jejím čestným prezidentem.
Užíval šlechtický titul říšského hraběte, který rodina získala v roce 1637. V roce 1760 byl jmenován c. k. komořím a jako prezident soudu v Haliči obdržel v roce 1780 titul c. k. tajného rady s nárokem na oslovení Excelence. V roce 1799 získal čestné občanství ve Vídni.
Prokop Lažanský zemřel v Praze 5. srpna 1804 a pohřben byl v rodové hrobce v kostele Povýšení sv. Kříže v Chyši.

## Majetkové poměry

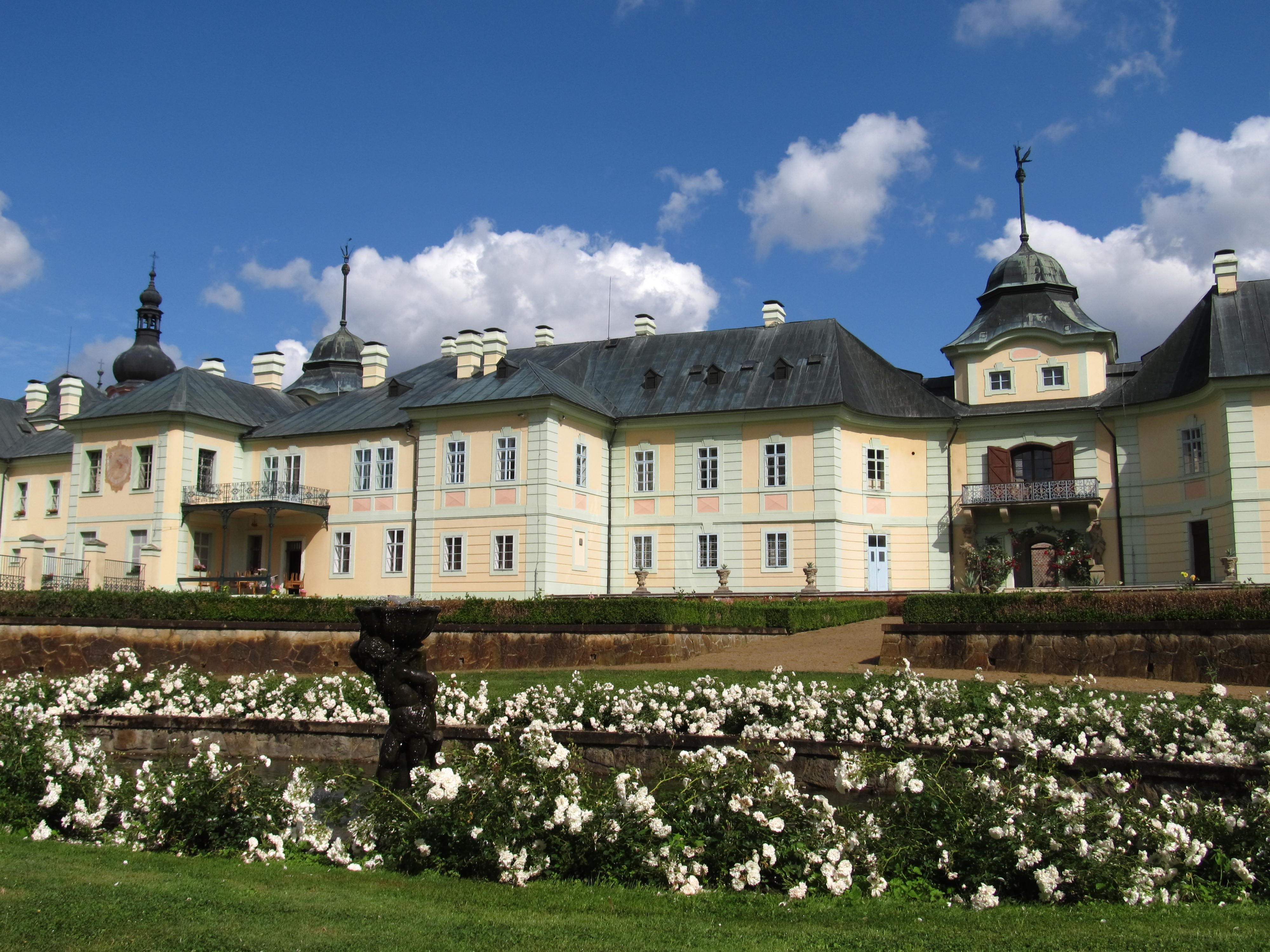
Zámek Manětín, hlavní rodové sídlo Lažanských z Bukové

Po otci zdědil západočeská panství Manětín a Rabštejn nad Střelou. Krátce předtím sice Lažanští přišli o zadlužené panství Chříč, ale jeho vynuceným prodejem získal Prokop Lažanský prostředky na rozšiřování rodových statků a vybudování souvislého územního celku na sever od Plzně. V roce 1766 koupil v dražbě panství Chyše za 110 000 zlatých, později v této lokalitě získal Lubenec (1774), Kalec (1787) a Drahonice (1787). Na rozdíl od svých předků a potomků nezasáhl do architektury rodových sídel, protože vzhledem k vytížení ve státních úřadech pobýval převážně v Praze nebo ve Vídni. O honosné rodové rezidence (zámek Manětín, zámek Rabštejn) oblíbené v předchozích generacích ostatně ani nejevil příliš velký zájem (jednalo se o majetek původně určený pro staršího předčasně zemřelého bratra Václava Maxmiliána a Manětín převzal Prokop až v roce 1785 až po úmrtí matky). V rezidenční síti upřednostňoval zámek Chyše, který sám koupil a zde se také s rodinou často zdržoval.
I když od mládí zastával funkce ve správě Českého království, původně neměl v Praze žádné soukromé sídlo. Po zrušení jezuitského řádu mu byl přidělen služební byt v budově bývalého jezuitského gymnázia na Malostranském náměstí. Později je jeho pobyt v Praze doložen na adresách Jánský vršek č. p. 509 a Celetná č. p. 589, kde také zemřel. Ve Vídni pobýval v paláci na ulici Renngasse č.p. 161.

## Rodina

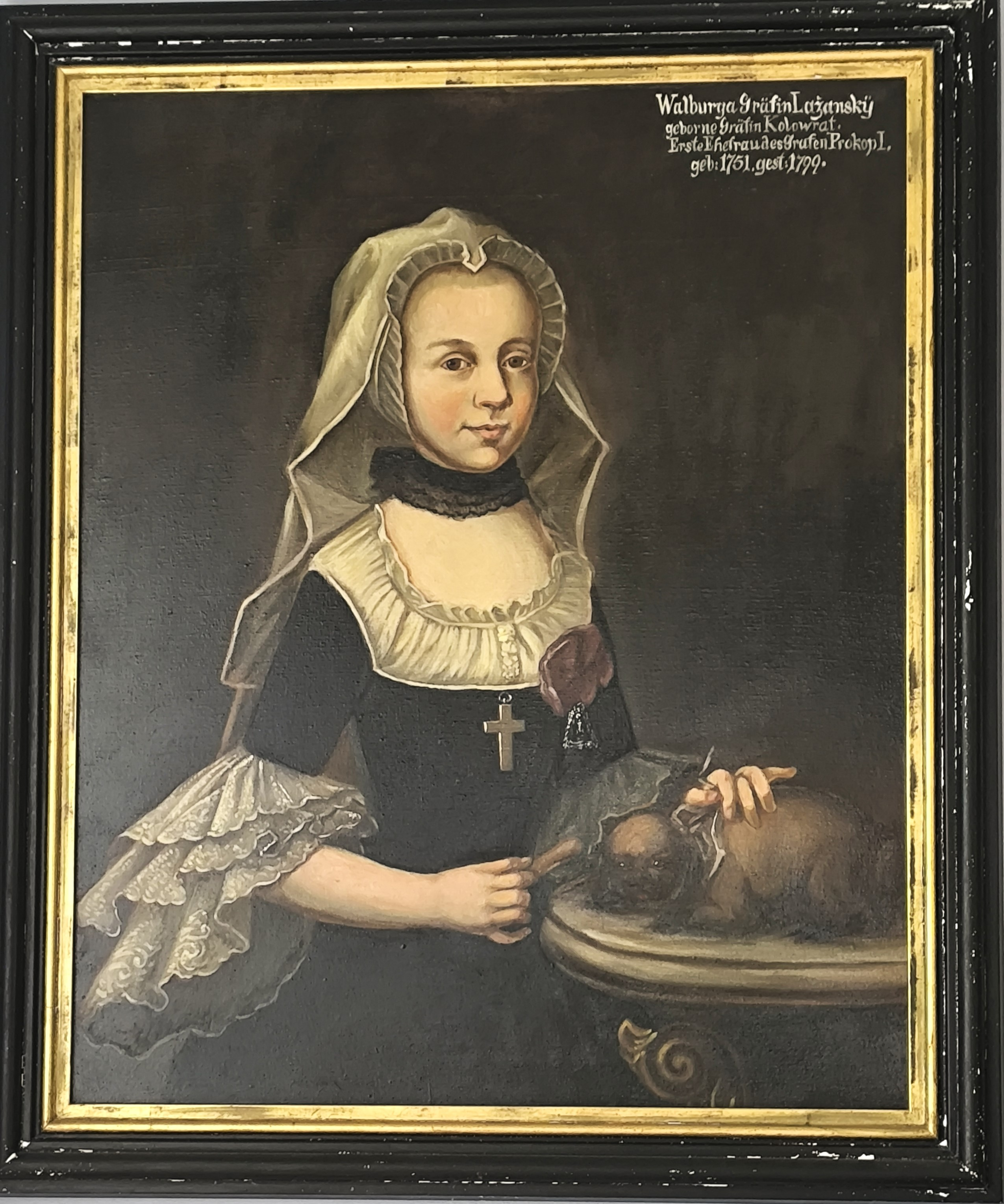
Walburga Lažanská, rozená Krakovská z Kolovrat (1751–1794), Prokopova první manželka

Prokop I. Lažanský byl dvakrát ženatý. Poprvé se oženil v roce 1768 s Walburgou Krakovskou z Kolovrat (1751–1794), dcerou nejvyššího dvorského sudího hraběte Prokopa Krakovského z Kolovrat. Příbuzenské spojení s vlivnou rodinou Kolovratů přispělo k Prokopově kariérnímu postupu. O prestiži manželství svědčí i místo konání sňatku a jméno oddávajícího kněze. Svatba se konala v kapli pražského arcibiskupského paláce, obřad celebroval nevěstin strýc, pražský arcibiskup Antonín Petr Příchovský z Příchovic. Walburga se krátce po svatbě stala dámou Řádu hvězdového kříže (1769). Zemřela v roce 1794 ve věku 43 let ve Vídni, kde byla také pohřbena. Z manželství se narodilo celkem dvanáct dětí, synové Prokop II. a Jan (1774–1830) následovali otce v kariéře ve státních úřadech a založili dvě rodové větve, manětínskou a chyšskou. Třetí větev, tzv. vojenskou, založil syn Maxmilián (1776–1809), který sloužil v armádě.
Druhou manželkou Prokopa I. byla hraběnka Marie Ulrika (Udalrika) z Falkenhaynu (1765–1852), dcera hraběte Mikuláše Norberta Falkenhayna. Jejich svatba se konala 31. prosince 1799 ve vídeňské katedrále sv. Štěpána. Marie Ulrika byla c. k. palácovou dámou a dámou Řádu hvězdového kříže. Až po manželově smrti se na několik desetiletí zařadila mezi přední osobnosti císařského dvora a patří tak k významným ženským představitelkám rodu Lažanských. V letech 1808–1810 byla nejvyšší hofmistryní arcivévodkyně Marie Luisy, v roce 1810 ji doprovázela do Paříže a zúčastnil se její svatby s francouzským císařem Napoleonem I. Následně zastávala post nejvyšší hofmistryně u dvora arcivévodkyně Marie Leopoldiny (1810–1817). Během Vídeňského kongresu po skončení napoleonských válek patřila k aktivním organizátorkám společenského života pro zahraniční delegace. Když arcivévodkyně Marie Leopoldina odjela v roce 1817 do Rio de Janeira jako novomanželka brazilského císaře a portugalského krále Petra I., hraběnka Lažanská zůstala ve Vídni a od roku 1817 byla nejvyšší hofmistryní císařovny Karolíny Augusty, čtvrté manželky Františka I. Po úmrtí císaře Františka (1835) její vliv sice poklesl, na postu nejvyšší hofmistryně císařovny-vdovy ale setrvala až do své smrti. Díky jejímu vlivu se později u dvora uplatnil také synovec generál Eugen von Falkenhayn. Zemřela ve vídeňském Hofburgu 4. června 1852 a o týden později byla pochována v chyšském kostele Povýšení sv. Kříže po boku svého manžela, kterého přežila bezmála o čtyřicet let.

### Děti z prvního manželství
- 1. Walburga Františka (1769–1837), původně dáma Ústavu šlechtičen v Brně, ∞ 1799 Hugo svobodný pán von Eger (†1831)
- 2. Prokop II. Jindřich (1771–1823), c. k. tajný rada, komoří, dvorský kancléř, zemský hejtman na Moravě, dědic panství Chyše, ∞ 1797 Terezie z Bretfeldu (1779–1833)
- 3. Václav Rafael (1772–1799), ∞ 1798 Marie Isabela hraběnka z Kounic (1777–1838)
- 4. Terezie Antonie (1773–1797)
- 5. Jan Nepomuk (1774–1830), c. k. tajný rada, komoří, nejvyšší zemský sudí Českého království, dědic panství Manětín, Rabštejn nad Střelou, ∞ 1805 Marie Alžběta hraběnka Pálffyová z Erdödu (1782–1843), sestra Josefy z Trauttmansdorffu, manželky Janova mladšího bratra Antonína[23]
- 6. Maxmilián (1776–1809), c. k. komoří, major, ∞ 1806 Antonie hraběnka z Trauttmansdorffu (1789–1866), spolumajitelka panství Nečtiny a Štěnovice
- 7. Josef Filip Nerius (1777–1816), c. k. komoří, rytmistr, ∞ 1810 Marie Filipína baronka Perényi de Perény (1786–1850)
- 8. Marie Anna (*/†1778)
- 9. Karel Borromeus (*/†1779)
- 10. Marie Anna (*/†1780)
- 11. Antonín (1784–1847), c. k. komoří, ∞ 1814 Josefa hraběnka z Trauttmansdorffu (1793–1878), spolumajitelka panství Nečtiny
- 12. Henrietta (1786–1862), ∞ 1809 Josef August hrabě Huyn (1773–1836), c. k. generální ředitel staveb v Přímoří

Prokop I. měl staršího bratra Václava Maxmiliána (1739–1770), který byl předurčeným dědicem hlavních rodových statků, zemřel ale tragicky, když se při pádu z koně smrtelně poranil kapesním nožem. Sestra Gabriela (1737–1772) byla první manželkou hraběte Vojtěcha Václava z Klebelsbergu (1733–1812), pozdějšího nejvyššího maršálka v Čechách, který se svým druhým sňatkem spříznil také s rodinou Krakovských z Kolovrat.